# Kinh tế Đức Quốc xã

Tờ tiền 20 Reichsmark

Nền kinh tế của nước Đức, giống như các quốc gia phương Tây khác, chịu ảnh hưởng của cuộc Đại khủng hoảng với nạn thất nghiệp tăng vọt xung quanh vụ sụp đổ thị trường chứng khoán Phố Wall năm 1929. Khi Adolf Hitler trở thành Thủ tướng Đức năm 1933, ông đã đưa ra các chính sách nhằm cải thiện nền kinh tế nước này. Những thay đổi bao gồm tư nhân hóa các ngành công nghiệp nhà nước, tự chủ (tự cung cấp kinh tế quốc gia) và thuế quan đối với hàng nhập khẩu. Mặc dù thu nhập hàng tuần tăng 19% theo giá trị thực  trong khoảng thời gian từ 1932 đến 1938, nhưng giờ làm việc trung bình cũng đã tăng lên khoảng 60 giờ mỗi tuần vào năm 1939. Hơn nữa, giảm thương mại nước ngoài có nghĩa là phải hạn chế phân phối hàng hóa tiêu dùng như gia cầm, trái cây và quần áo cho nhiều người Đức.
Đức quốc xã tin rằng chiến tranh là động cơ chính của sự tiến bộ của loài người, và lập luận rằng mục đích của nền kinh tế của một quốc gia nên là cho phép quốc gia đó chiến đấu và giành chiến thắng trong các cuộc chiến bành trướng. Như vậy, gần như ngay lập tức sau khi lên nắm quyền, họ bắt tay vào một chương trình tái vũ trang quân sự rộng lớn, nhanh chóng lấn át đầu tư dân sự. Trong những năm 1930, Đức Quốc xã đã tăng chi tiêu quân sự nhanh hơn bất kỳ quốc gia nào khác trong thời bình,  và cuối cùng quân đội đã đại diện cho phần lớn nền kinh tế Đức vào những năm 1940. Điều này  tài trợ chủ yếu thông qua tài trợ thâm hụt trước chiến tranh, và Đức quốc xã dự kiến sẽ trang trải nợ của họ bằng cách cướp đi của cải của các quốc gia bị chinh phục trong và sau chiến tranh. Sự cướp bóc như vậy đã xảy ra, nhưng kết quả của nó không nhiều như kỳ vọng của Đức Quốc xã.
Chính phủ Đức Quốc xã đã phát triển mối quan hệ đối tác với các lợi ích kinh doanh hàng đầu của Đức, những người ủng hộ các mục tiêu của chế độ và nỗ lực chiến tranh của họ để đổi lấy các hợp đồng, trợ cấp có lợi, và đàn áp phong trào công đoàn. Cartel và độc quyền được khuyến khích bằng chi phí của các doanh nghiệp nhỏ, mặc dù Đức quốc xã đã nhận được sự hỗ trợ bầu cử đáng kể từ các chủ doanh nghiệp nhỏ.
Đức Quốc xã duy trì nguồn cung lao động nô lệ, bao gồm các tù nhân và tù nhân tập trung, được mở rộng đáng kể sau khi bắt đầu Thế chiến II. Chỉ riêng ở Ba Lan, khoảng 5 triệu công dân (bao gồm cả người Do Thái Ba Lan) đã bị sử dụng làm lao động nô lệ trong suốt cuộc chiến. Trong số những người lao động nô lệ ở các vùng bị chiếm đóng, hàng trăm ngàn người đã được sử dụng bởi các tập đoàn hàng đầu của Đức bao gồm Thyssen, Krupp, IG Farben, Bosch, Blaupunkt, Daimler-Benz, Demag, Henschel, Junkers, Messerschmitt, Siemens, và Volkswagen, cũng như Tập đoàn Hà Lan Philips. Đến năm 1944, lao động nô lệ chiếm một phần tư toàn bộ lực lượng lao động của Đức và phần lớn các nhà máy của Đức có một đội ngũ tù nhân.

## Sách tham khảo
- Braun, Hans-Joachim (1990). The German Economy in the Twentieth Century. Routledge.
- Carr, William (1972). Arms, Autarky and Aggression. London: Edward Arnold.
- Dawidowicz, Lucy (1976). A Holocaust Reader. New York: Behrman House. ISBN 978-0-87441-219-2.
- DeLong, J. Bradford (tháng 2 năm 1997). “Slouching Towards Utopia?: The Economic History of the Twentieth Century. XV. Nazis and Soviets”. econ161.berkeley.edu. University of California at Berkeley. Bản gốc lưu trữ ngày 11 tháng 5 năm 2008. Truy cập ngày 21 tháng 4 năm 2013.
- Evans, Richard J. (2005). The Third Reich in Power. New York: Penguin. ISBN 978-0-14-303790-3.
- Overy, Richard J. (1994). War and Economy in the Third Reich. New York: Oxford University Press. ISBN 978-0-198-20599-9.
- Schweitzer, Arthur (1964). Big Business in the Third Reich. Bloomington: Indiana University Press.
- Tooze, Adam (2006). The Wages of Destruction: The Making and the Breaking of the Nazi Economy. New York: Viking. ISBN 978-0-670-03826-8.
- Turner, Henry A. (1985). German Big Business and the Rise of Hitler. Oxford University Press.